# Uomini & donne (film 2006)
Uomini & donne (Trust the Man) è un film del 2006 diretto da Bart Freundlich.

## Trama
Rebecca e Tom sono una coppia in crisi, lei è una famosa attrice che si sta preparando per uno spettacolo teatrale mentre lui è un ex pubblicitario che ora si occupa dei due figli. Tom vorrebbe una vita sessuale più appagante con la moglie. Tobey, il fratello di Rebecca, è un giornalista sportivo ed è fidanzato con Elaine da 7 anni ma, a differenza della compagna, ha paura di sposarsi e mettere su famiglia.